# Vombat förlag
Vombat förlag är ett svenskt bokförlag som startades 2008.
Förlagets primära målgrupp är barn och unga vuxna. 
Vombat förlags grund är tanken om allas lika värde genom synliggörande.
Förlaget inkluderar frågor kring hbt, etnisk mångfald och funktionsnedsättningar i sin utgivning.